# Bolebořská vrchovina
Bolebořská vrchovina je geomorfologický okrsek na východní straně střední části Krušných hor v okrese Chomutov. Rozloha okrsku je 92,96 km².

## Poloha a sídla
Okrsek se nachází na východním okraji střední části Krušných hor. Jižní hranici tvoří údolí Malodolského potoka nad Perštejnem a na severu údolí Kundratického potoka nad Vysokou Pecí. Severozápadní hranici přibližně vymezují sídla Údolíčko, Petlery, Domašín, Louchov, Vysoká Jedle, Vysoká, Lideň, Domina, Bečov, Blatno a Boleboř. Z větších měst okrsek částečně zasahuje do Chomutova a Jirkova.

## Geologie
Z hornin převažují starohorní až prvohorní muskovit-biotitické svory, pararuly a ortoruly krušnohorského krystalinka. Místy se nachází vyzdvižené lokality cenomanských pískovců a miocenních křemenců (např. vrch Hradiště) a vzácně také třetihorní vulkanické horniny.

## Geomorfologie
Bolebořská vrchovina je jedinou úpatní vrchovinou v podcelku Loučenské hornatiny. Tvoří ji úzký, méně vyzdvižený stupeň s menšími denudačními plošinami na meziúdolních hřbetech, který je rozdělen hlubokými údolími potoků. V geomorfologickém členění má označení IIIA-2B-7. Sousedí s geomorfologickými okrsky Jáchymovskou hornatinou, Přísečnickou hornatinou a Rudolickou hornatinou a na jihovýchodě s geomorfologickým podcelkem Chomutovsko-teplickou pánví.

### Významné vrcholy
Nejvyšším vrcholem Bolebořské vrchoviny je Pavlovský Špičák (695 m n. m.) mezi Volyní a zaniklou vesnicí Pavlovem. Dalšími významnými vrcholy jsou:
- Jánský vršek (632 m)
- Hradiště (594 m)
- Hůrka (581 m)
- Holubí vrch (578 m)
- Kamenice (520 m)

## Hydrosféra
Většina Bolebořské vrchoviny spadá do povodí řeky Ohře, ale její severovýchodní část odvodňuje řeka Bílina. Kromě ní jsou většími toky Chomutovka a Prunéřovský potok. Pro ostatní potoky je charakteristický krátký a prudký tok. Na Bílině se nachází vodní nádrž Jirkov.

## Ochrana přírody
V oblasti Bolebořské vrchoviny se nachází několik maloplošných zvláště chráněných území a dva přírodní parky:
- přírodní památka Krásná Lípa
- přírodní památka Hradiště u Černovic
- přírodní památka Bezručovo údolí
- přírodní památka Kokrháč
- přírodní památka Podmilesy
- národní přírodní památka Ciboušov
- národní přírodní památka Doupňák
- přírodní park Údolí Prunéřovského potoka
- přírodní park Bezručovo údolí